# Neogossea pauciseta
Neogossea pauciseta är en djurart som tillhör fylumet bukhårsdjur, och som först beskrevs av Daday 1905.  Neogossea pauciseta ingår i släktet Neogossea och familjen Neogosseidae. Inga underarter finns listade i Catalogue of Life.